# Джакомо Леопарді
Джакомо Леопарді (італ. Giacomo Leopardi; 29 червня 1798, Реканаті, Мачерата — 14 червня 1837, Неаполь) — італійський романтичний поет, мислитель-мораліст.

## Життєпис
Народився Леопарді 29 червня 1798 в Реканаті у родині провінційних аристократів. У дитинстві порушення тілесного розвитку позбавило його звичайних для цього віку занять, і вперше він покинув свій будинок лише у віці 32 років. Перші двадцять п'ять років життя прожив у маєтку батька, точніше — в його бібліотеці, де самостійно вивчив грецьку, латину, іврит, англійську та французьку мови, захопився роботою перекладача та коментатора. Зі слабким від природи здоров'ям, нещасливий в коханні, вже до двадцяти років він зруйнував здоров'я постійною виснажливою працею. Спроби пізніше якось влаштуватися в Римі, Мілані, Болоньї, Флоренції, Пізі не принесли успіху. 1833 року переїхав до Неаполя. Помер Леопарді 14 червня 1837 року на заміській віллі під Неаполем.
Поетична спадщина Леопарді нараховує всього кілька десятків віршів, уперше опублікованих 1831 року під загальною назвою «Пісні» (Canti). Ці твори пройняті глибоким песимізмом, настроєм, що домінував у житті Леопарді. Серед прозаїчних творів Леопарді — Моральні нариси (Operette morali), філософські есе, написані переважно близько 1824 і опубліковані в 1827; Думки (Pensieri), опубліковані посмертно в 1845; а також Щоденник роздумів (Zibaldone), конгломерат різних нотаток, зроблених з 1817 по 1829 рік.
На честь Леопарді названий кратер на Меркурії.

## Твори

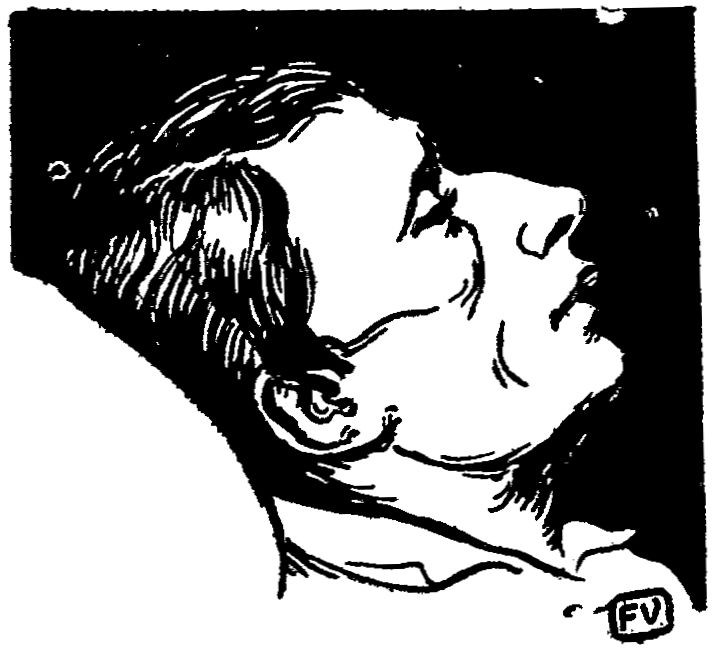
Фелікс Валлотон. Портрет Леопарді, 1895

### Прижиттєві видання
- Canti e frammenti (з 1817), лірика
- Pensieri di varia filosofia e di bella letteratura (з 1817), філософські афоризми
- Operette morali (з 1824), есе і діалоги

### Критичні видання
- Tutte le opere di Giacomo Leopardi. A cura di Francesco Flora. Mondadori, Mailand 1937—1940, 2. Aufl. 1968. — критичне видання
- Canti. Introduzione, commenti e note di Fernando Bandini. Garzanti, Mailand 1975, 10. Aufl. 1989. ISBN 88-11-58102-8 — детальний коментар
- Canti. Commento di Niccolò Gallo e Cesare Gàrboli, Turin 1972
- Paralipomeni della Batracomiomachia. A cura di Eugenio Boldrini. Loescher, Turin 1970, 2. Aufl. 1987.
- Operette morali. A cura di Giorgio Ficara. Mondadori, Mailand 1988, 4. Aufl. 1993. ISBN 88-04-30819-2
- Operette morali. A cura di Cesare Galimberti, Neapel 1998
- Pensieri. A cura di Cesare Galimberti. Adelphi, Mailand 1982, 2. Aufl. 1984.
- Rhetores. A cura di Tommasi Moreschini, Chiara Ombretta. Fabrizio Serra Editore, Pisa/Roma, 2009 (Studi sulla tardoantichità, 3), ISBN 978-88-6227-168-4. Rezension von: Carla Castelli, in: Bryn Mawr Classical Review 2010.10.39 [Архівовано 20 серпня 2012 у Wayback Machine.]. — критичне видання Commentarii de vita et scriptis rhetorum quorundam qui secundo post Christum saeculo, vel primo declinante vixerunt, коротко Rhetores.
- Tutti gli scritti inediti, rari e editi 1809—1810. A cura di Maria Corti. Bompiani, Mailand 1972, Nachdruck 1993. ISBN 88-452-1990-9 — неопубліковані тексти
- La vita e le lettere. Scelta, introduzione biografica e note di Nico Naldini. Prefazione di Fernando Bandini. Garzanti, Mailand 1983, 2. Aufl. 1990. ISBN 88-11-58285-7

## Українські переклади
В Україні творчістю Леопарді цікавилися Іван Франко, Леся Українка, Максим Рильський. Низку його віршів переклали Павло Грабовський, Михайло Орест, Григорій Кочур, Дмитро Паламарчук, Михайло Литвинець, Олександр Мокровольський, окремі прозові діалоги — Петро Карманський.
Найповніше видання перекладів Леопарді українською мовою вийшло у видавництві «Дніпро» в 1988 році (серія «Перлини світової лірики»).
- Джакомо Леопарді. Поезії. упоряд. М. І. Литвинець, переклад з італійської — Київ: видавництво Дніпро, 1988. — 171 с.  [Архівовано 12 квітня 2015 у Wayback Machine.]